# タルタノ
タルタノ（伊: Tartano）は、イタリア共和国ロンバルディア州ソンドリオ県にある、人口約200人の基礎自治体（コムーネ）。

## 地理

### 位置・広がり
ソンドリオ県中部のコムーネ。モルベーニョから東南東へ9km、県都ソンドリオから西南西へ16km、州都ミラノから北北東へ81kmの距離にある。

#### 隣接コムーネ
隣接するコムーネは以下の通り。BGはベルガモ県所属。
- アルバレード・ペル・サン・マルコ
- フォッポロ (BG)
- フォルコラ
- フジーネ
- メッツォルド (BG)
- タラモーナ
- ヴァッレーヴェ (BG)

### 地震分類
イタリアの地震リスク階級 (it) では、3 に分類される
。

## 行政

### 山岳部共同体
広域行政組織である山岳部共同体「ヴァルテッリーナ・ディ・モルベーニョ山岳部共同体」 (it:Comunità montana della Valtellina di Morbegno) （事務所所在地: モルベーニョ）を構成するコムーネの一つである。

### 分離集落
タルタノには、以下の分離集落（フラツィオーネ）がある。
- Campo, Castino, Cosaggio, Ronco